# Stretto di Possession
Lo stretto di Possession (in inglese Possession Sound) è una porzione dello stretto di Puget ed è situato nell'Oceano Pacifico nord-occidentale. Dal punto di vista amministrativo fa parte dello Stato di Washington, negli Stati Uniti d'America.

## Geografia
Lo stretto di Possession si trova tra l'Isola di Whidbey e la linea costiera della Contea di Snohomish, approssimativamente tra le città di Everett e Mukilteo. Questo stretto connette il bacino principale dello stretto di Puget a sud con il braccio di mare conosciuto come Saratoga Passage e, a nord, con la baia di Port Susan. Il fiume Snohomish sfocia in questo stretto presso l'insenatura di Port Gardner Bay. L'Isola di Gedney, anche nota come Hat Island, si trova nello stretto di Possession.

## Etimologia
Lo stretto di Possession deve il suo nome all'esploratore George Vancouver che il 3 giugno 1792 sbarcò dove oggi si trova la cittadina di Everett e qui celebrò il compleanno di re Giorgio III con una cerimonia durante la quale reclamò il possesso, a nome dell'Impero Britannico, delle terre denominate "New Georgia". A causa della circumnavigazione del globo, non avendo tenuto conto del cambio di data Vancouver celebrò per errore il compleanno del sovrano il giorno prima della data effettiva. Nel corso della cerimonia Vancouver battezzò anche lo stretto di Possession, Port Gardner, Port Susan e il Golfo di Georgia.
Nel 1825 un'ampia porzione della punta meridionale dell'isola di Camano collassò nelle acque della laguna, provocando uno tsunami che fece molte vittime tra i nativi americani della vicina isola di Gedney. Dopo quell'evento, gli indiani Tulalip frequentarono il luogo solo per la raccolta stagionale dei frutti di mare.